# East Coast Main Line
De East Coast Main Line is een 632 kilometer lange spoorlijn tussen Londen en Edinburgh in Groot-Brittannië. Het is een van de belangrijkste verbindingen in het land. De lijn telt als hogesnelheidslijn omdat de maximum lijnsnelheid van 200 km/u voldoet aan de criteria voor deze benaming.
Tot 23 juni 2018 werden de meeste treindiensten uitgevoerd door Virgin Trains East Coast. Sedertdien is de staatsonderneming London North Eastern Railway de exploitant.

## Geschiedenis
De spoorlijn is aangelegd door drie maatschappijen die ieder voor zich een traject aanlegden maar wel met de bedoeling om een doorgaande route op te zetten:
- De North British Railway, van Edinburgh naar Berwick-upon-Tweed, opgeleverd in 1846,
- De North Eastern Railway van Berwick-on-Tweed naar Shaftholme
- De Great Northern Railway van Shaftholme naar Kings Cross, opgeleverd in 1850.

De East Coast Main Line wordt geëxploiteerd via de East Coast Main Line-franchise. Via deze franchise kunnen privé-treinoperatoren bieden om gedurende een bepaalde periode treindiensten aan te bieden. De East Coast Main Line heeft op dit vlak sinds de privatisatie van de Britse spoorwegen een slechte reputatie. Verschillende operatoren konden onvoldoende winst maken om de jaarlijkse aanbetalingen aan de Britse overheid te kunnen maken. Zo verloor GNER het recht op exploitatie tijdens de tweede franchise. Deze werd overgenomen door National Express East Coast. Ook deze laatste slaagde er niet in om financieel gezond te blijven. NE East Coast werd dan overgenomen door East Coast, een treinoperator in handen van het Britse ministerie van Transport. Sinds 2015 werd de lijn opnieuw geëxploiteerd door een privéonderneming: Virgin Trains East Coast in samenwerking met de Stagecoach Group. Deze franchise wordt in 2018 echter wegens te laag rendement vroegtijdig beëindigd en de lijn wordt wederom in openbaar beheer gebracht. De nieuwe naam van deze onderneming is Londen North Eastern Railway.

## Infrastructuur
De spoorlijn bestaat voor het grootste deel uit vier sporen, met uitzondering van enkele dubbelsporige trajecten. De hele hoofdlijn is geëlektrificeerd met 25 kV 50 Hz. Op het grootste deel van de lijn is de maximumsnelheid 200 km/u (125 mijl per uur). Dit is mogelijk omdat de lijn voor Britse begrippen relatief recht en vlak is aangelegd.

## Afbeeldingen
Stations van de East Coast Main Line

London King's Cross
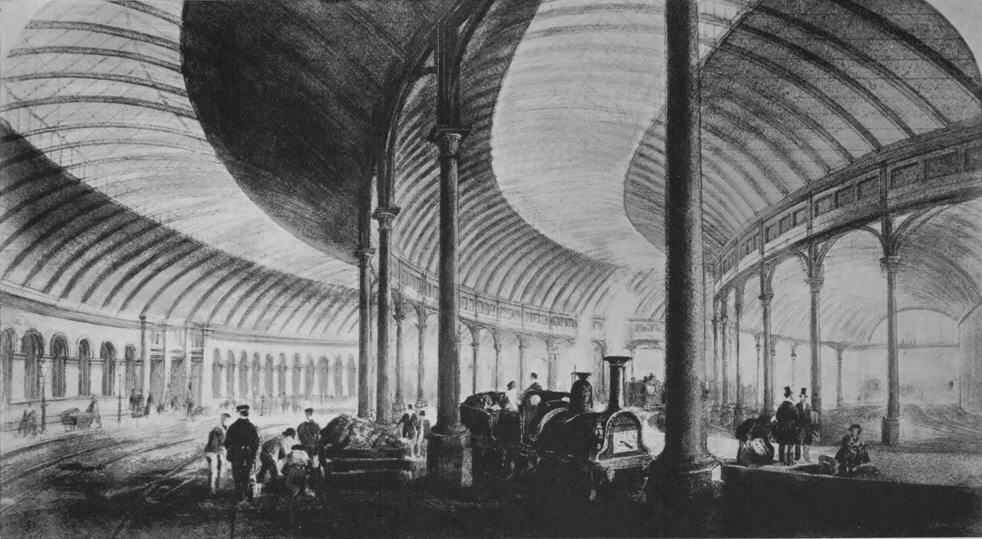
Newcastle Central Station (1850)
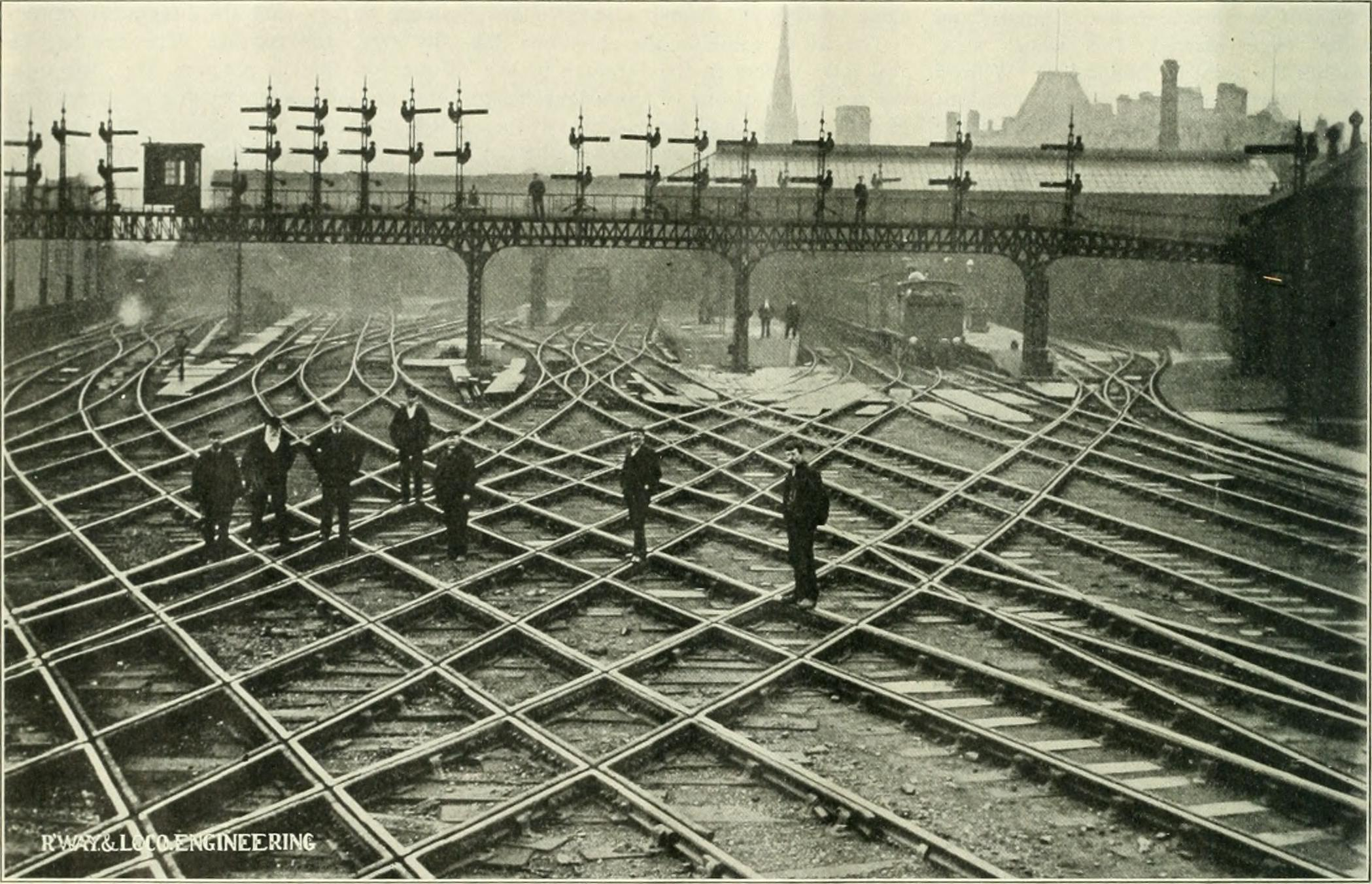
Sporen bij Newcastle Central Station (1903)
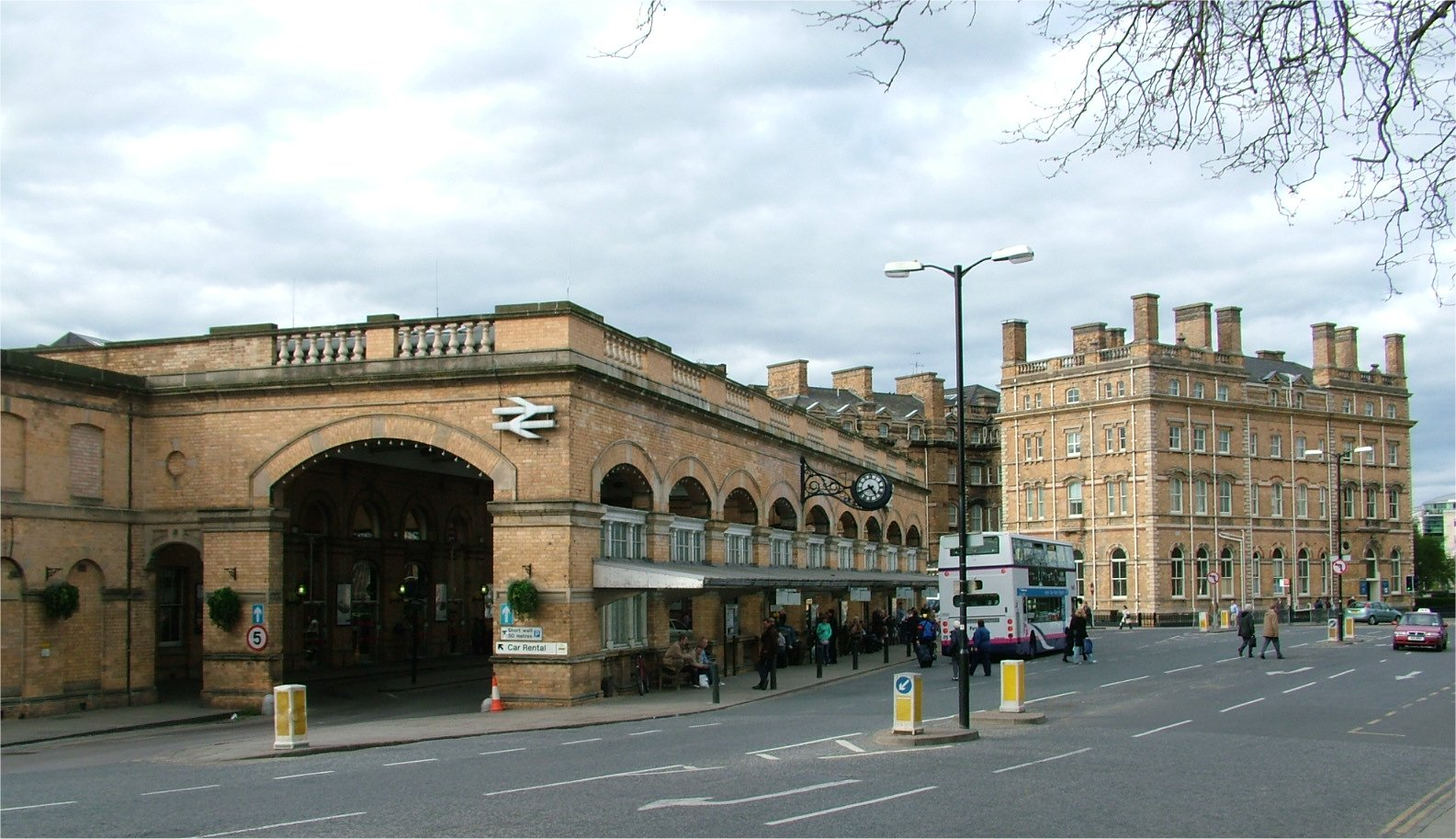
Station York (2005)
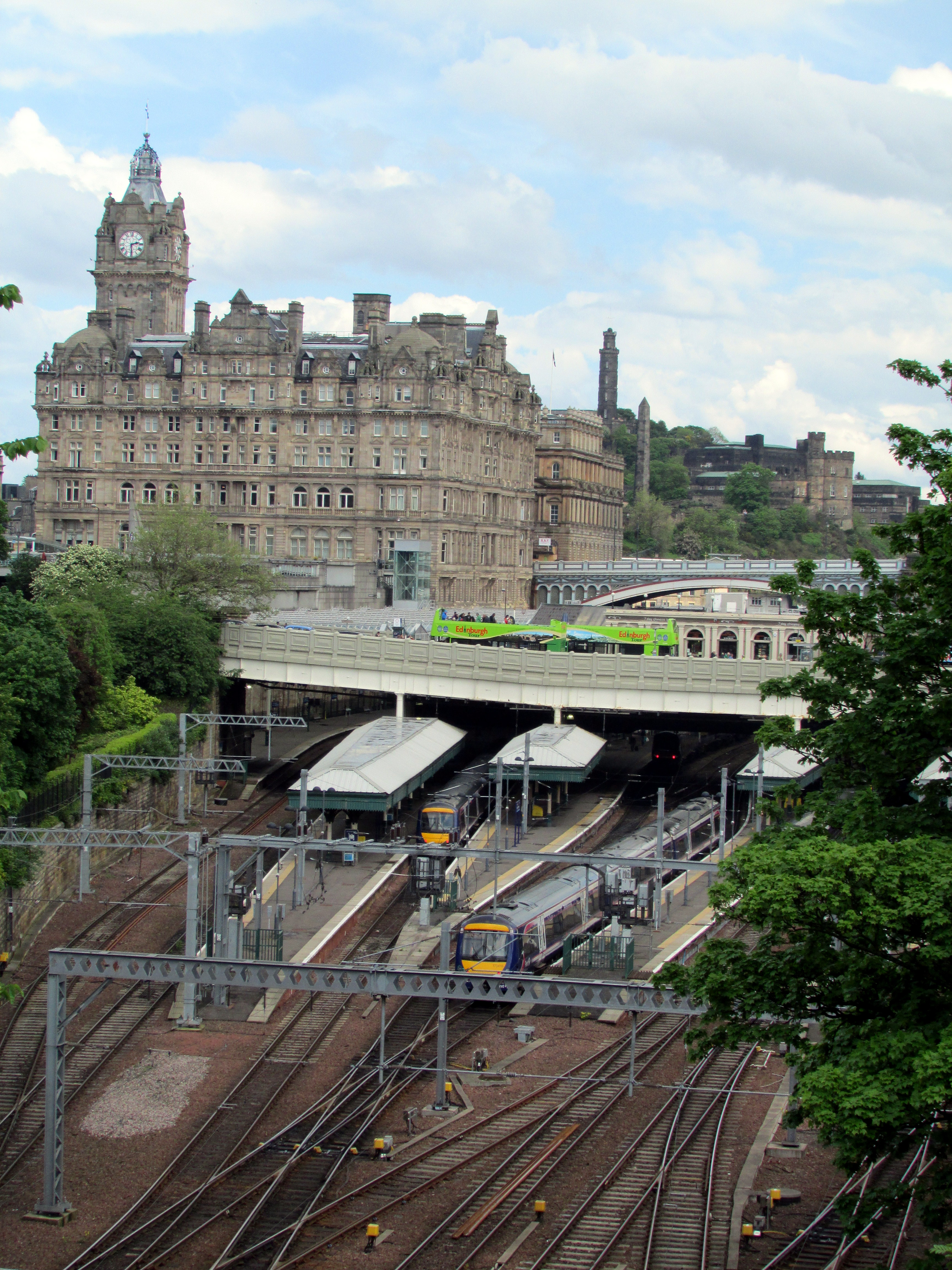
Edinburg Waverley Station

Treinen op de East Coast Main Line

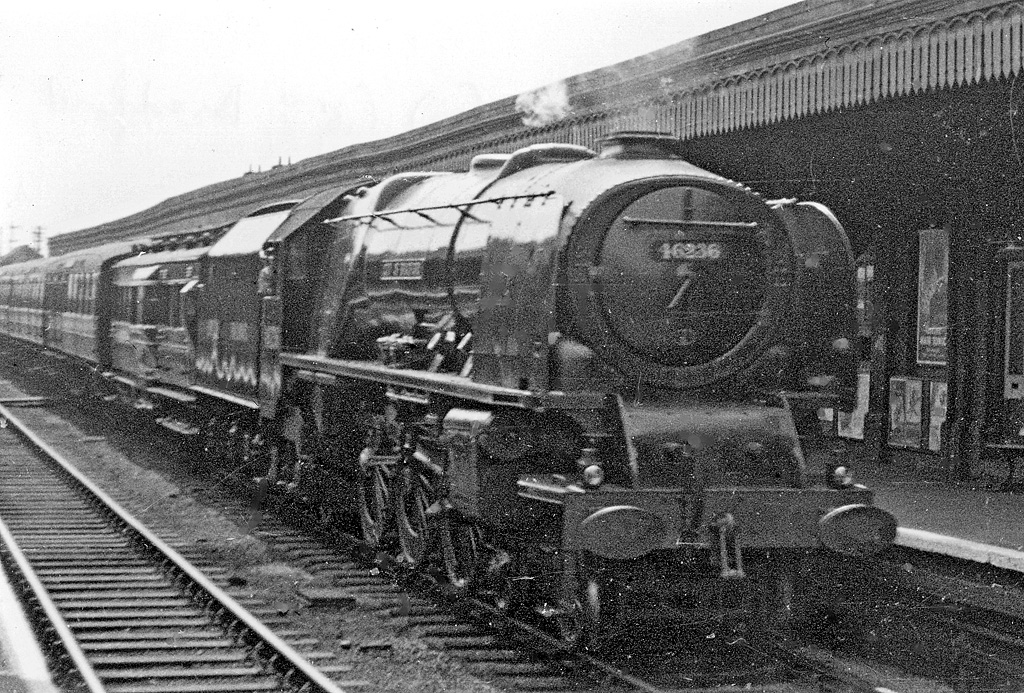
LMS Coronation Class, 1948
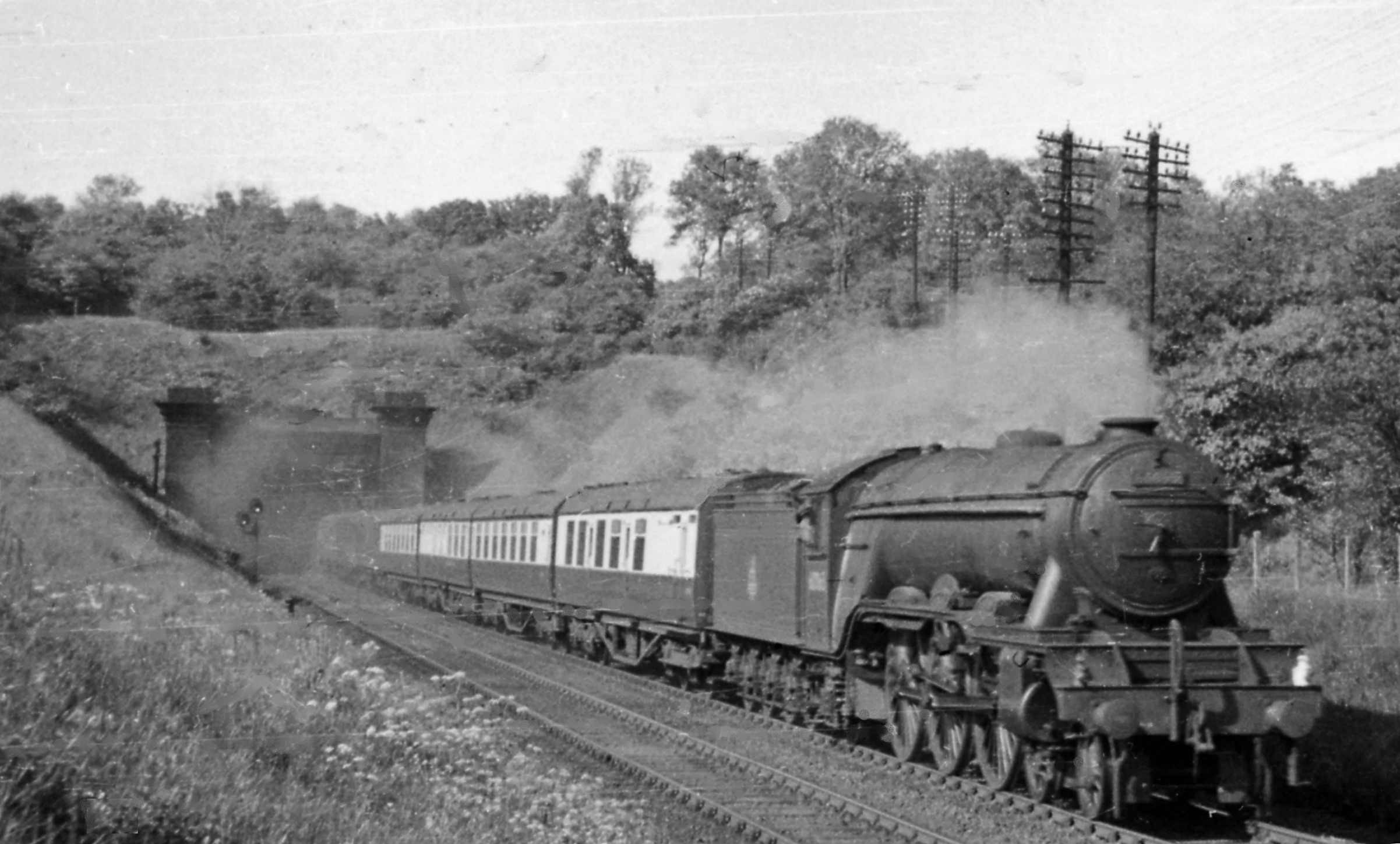
A3 Class, 1951
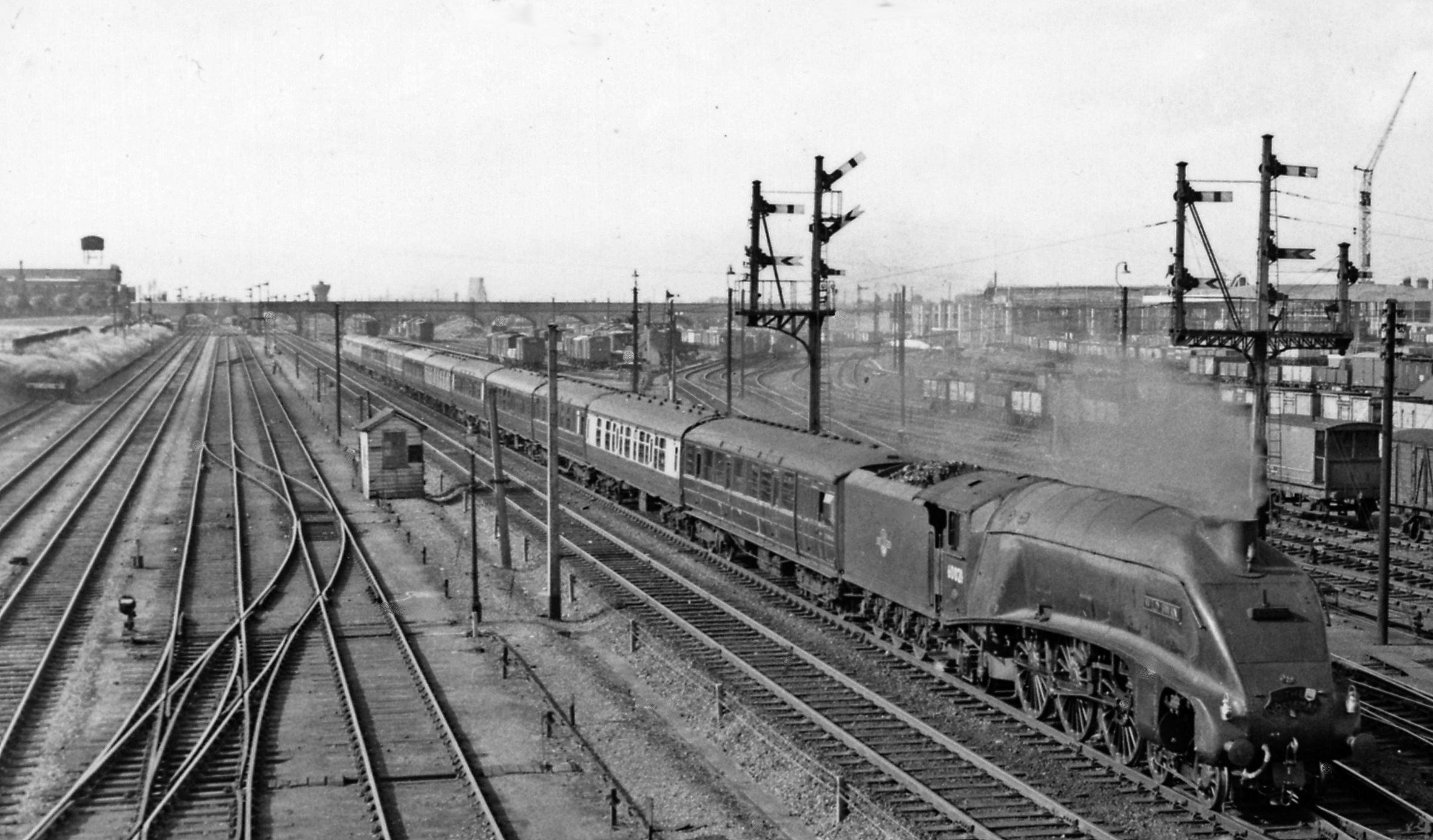
LNER A4, 1958
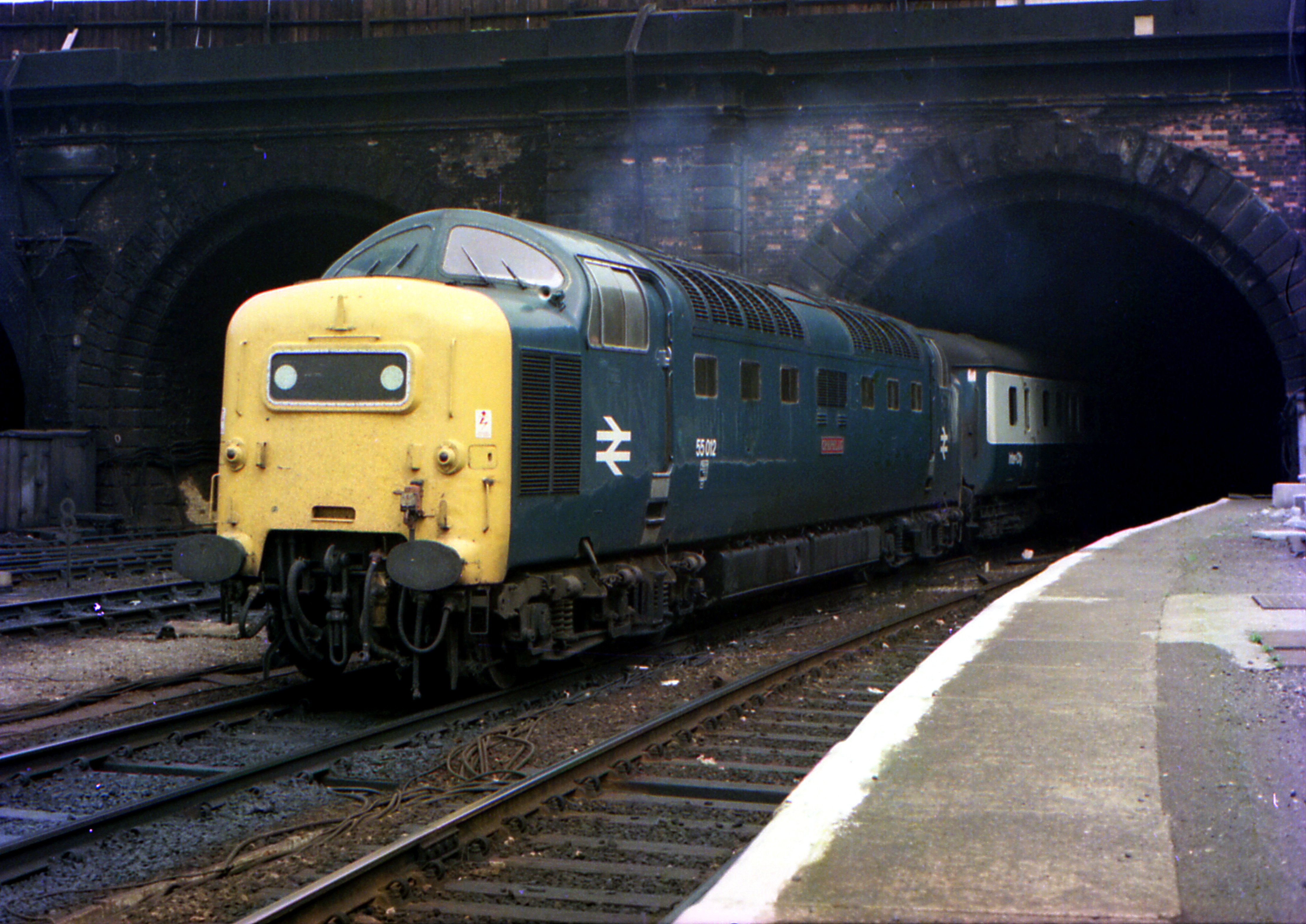
Class 55 "Deltic", 1976
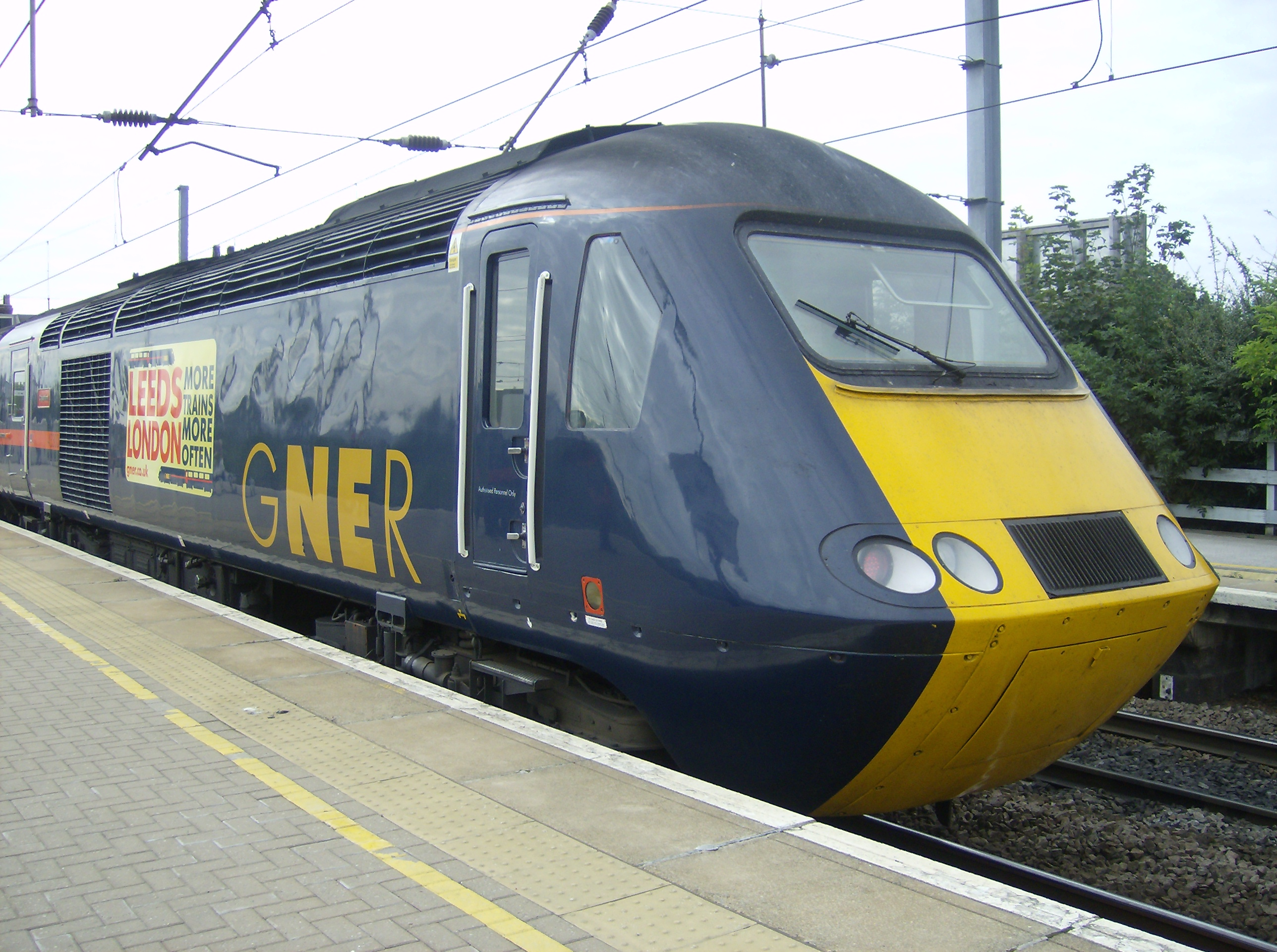
GNER class 43 High Speed Train op 6 november 2007dd
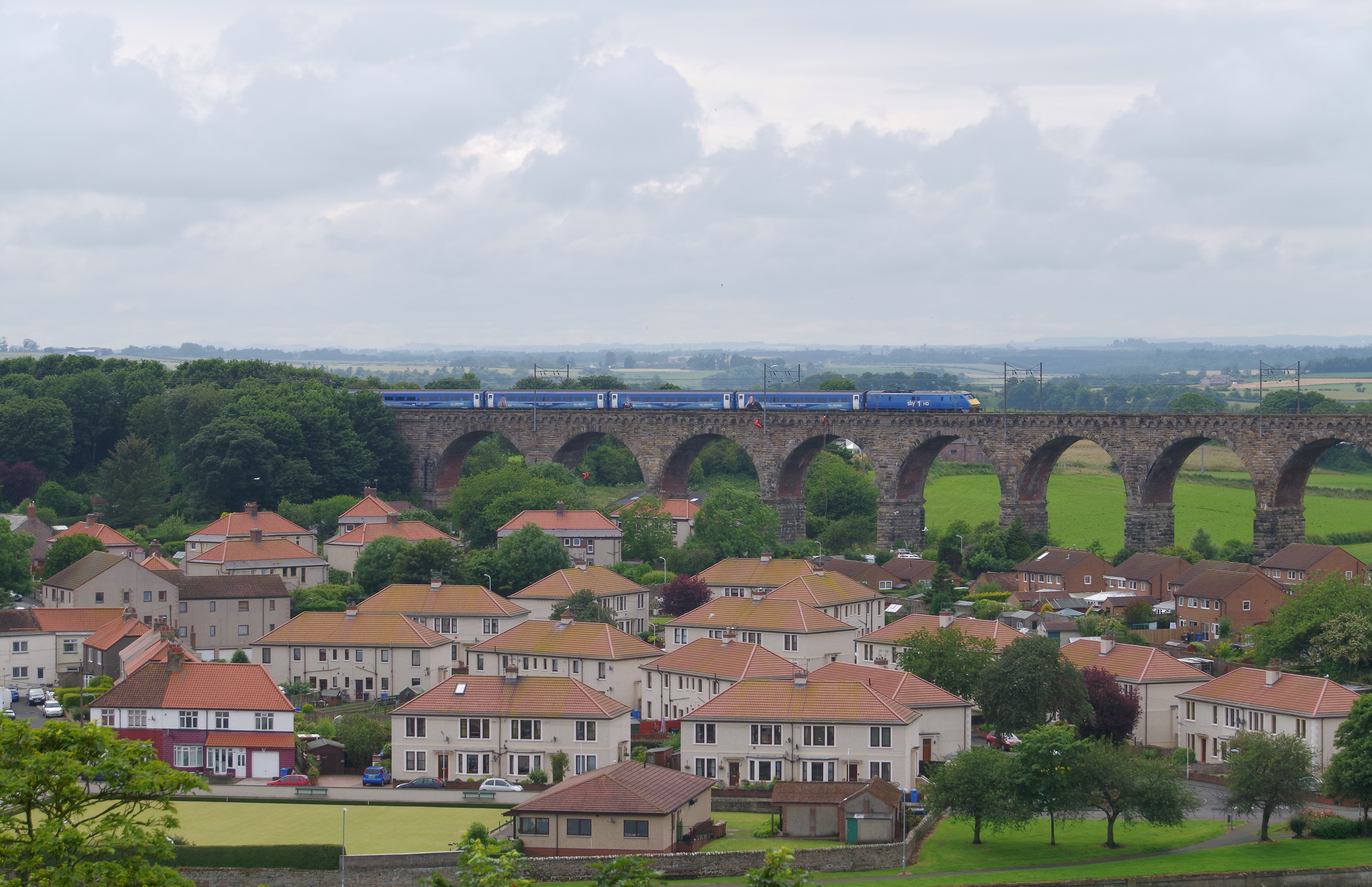
Class 91 bij Berwick-upon-Tweed, Boyal Border Bridge
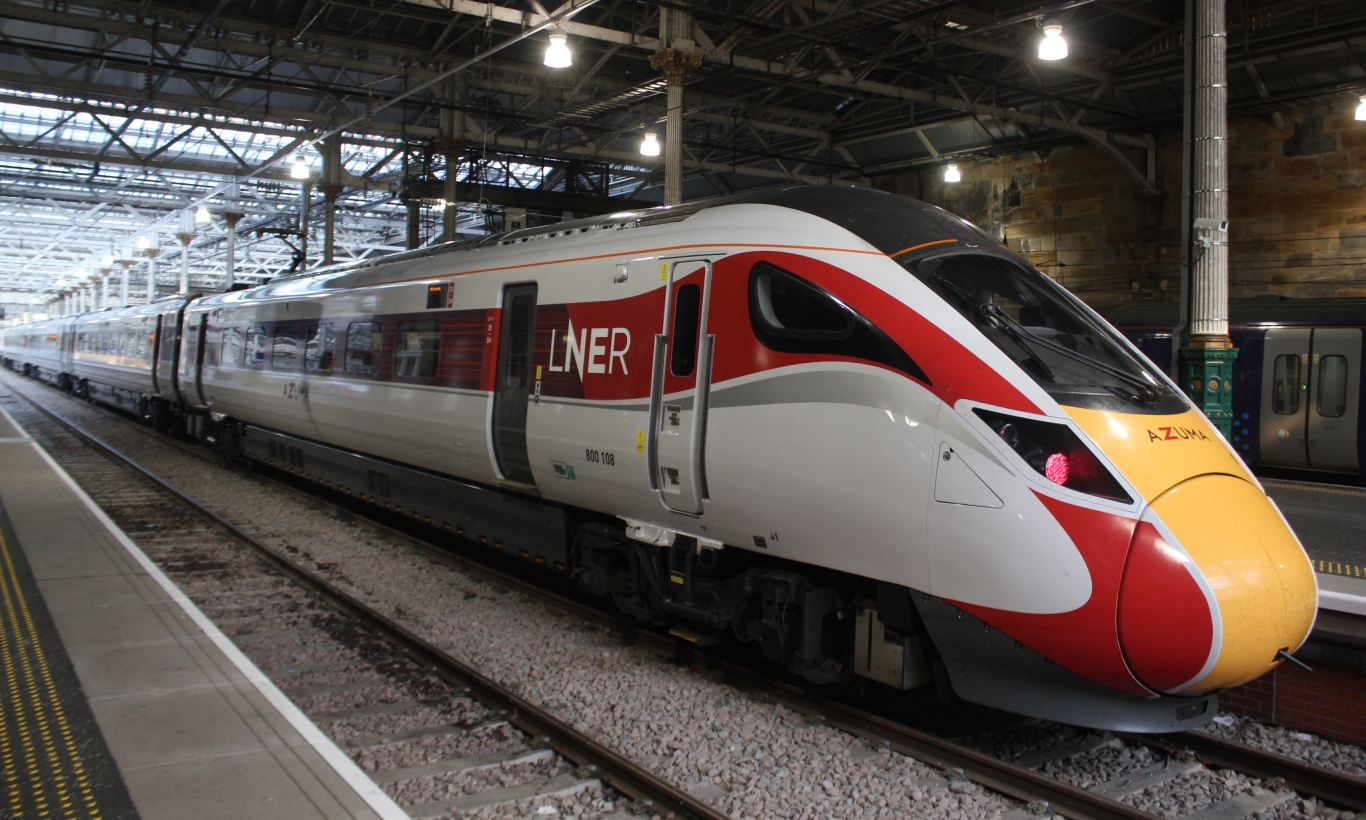
Class 800 "Azuma"